# Otto Rüfenacht
Otto Rüfenacht (27. oktober 1919 – 1. november 1982) var en schweizisk fægter som deltog i de olympiske lege 1952 i Helsingfors.
Rüfenacht vandt en bronzemedalje i fægtning under Sommer-OL 1952 i Helsingfors. Han var med på det schweiziske hold som kom på en tredjeplads i holdkonkurrencen i kårde efter Italien og Sverige. De andre på holdet var Mario Valota, Willy Fitting, Oswald Zappelli, Paul Barth og Paul Meister.